# Hermann Schatzmayr
Hermann Gonçalves Schatzmayr (Rio de Janeiro, 11 de maio de 1936 – Rio de Janeiro, 21 de junho de 2010) foi um virologista brasileiro.
Expoente da ciência de seu país, acompanhou a própria história da virologia no Brasil: estudou a pandemia de gripe de 1957 e 1958 no Rio de Janeiro, participou de programas de erradicação da varíola e de combate à poliomielite, além de ter produzido destacados estudos sobre a dengue, inclusive como responsável pelo isolamento dos vírus da dengue dos tipos 1, 2 e 3 no Brasil.

## Biografia
Filho do austríaco Otto Schatzmayr, que em 1924 e aos 18 anos emigrou para o Brasil, e de Zulmira Gonçalves, nascida no estado brasileiro do Espírito Santo e descendente de portugueses da família Gonçalves Ferreira, da Ilha da Madeira, Hermann Schatzmayr raramente se encontrou com o pai, pois o casamento dos pais foi desfeito. Cresceu na companhia da mãe e os dois passaram um período com o avô materno, que morava em um sítio em Nova Iguaçu.
Graduou-se em medicina veterinária pela Universidade Federal Rural do Rio de Janeiro, onde foi monitor de microbiologia e recebeu o Prêmio Ildefonso Simões Lopes como melhor formando.
Em 1958, o pesquisador da Fiocruz Fernando Ubatuba recomendou que Hermann Schatzmayr se matriculasse no curso de especialização em microbiologia da Universidade do Brasil, atual Universidade Federal do Rio de Janeiro, onde foi bolsista de virologia em uma laboratório da universidade, pesquisador da influenza que houve no Rio de Janeiro em 1957 e 1958 e da febre amarela.
Em 1960, por intermédio dos professores do curso de microbiologia, obteve uma bolsa no Instituto de Higiene da Universidade de Viena, onde permaneceu na casa de uma avó que morava próxima da universidade e estudou o vírus de encefalite do carrapato.
Na instituição austríaca, publicou os primeiros trabalhos científicos.
A partir de 1961, passou a trabalhar na Fundação Oswaldo Cruz, quando conheceu a pesquisadora Ortrud Monika Barth, nascida na Alemanha e filha do também pesquisador da Fundação Rudolph Barth (1913-1978), com quem casou e viveu durante 49 anos.
Concluiu o doutorado nas universidades de Giessen e Freiburg, onde apresentou uma tese sobre o vírus da poliomielite.
Ao retornar ao Brasil em 1967, foi responsável pela produção de vacina anti-variólica em ovos embrionados.

## Carreira
Pouco depois da adesão à Fiocruz, liderou a equipe responsável pela diluição e distribuição da vacina Sabin - que acabara de ser adotada pelo Brasil e era importada na forma concentrada.
Por mais de 30 anos comandou o Departamento de Virologia no Instituto Oswaldo Cruz (IOC/Fiocruz), que deu origem a outros centros de referência nacionais e internacionais.
Estudou surtos de doenças no Brasil e desenvolveu projetos relacionados aos vírus de doenças como poliomielite, varíola e rubéola.
Atuou na área de microbiologia, com ênfase em virologia, em temas como flavivirus (em especial, dengue e febre amarela), biossegurança e poxvirus.
Em agosto de 1984, recebeu o Prêmio da Sociedade Brasileira de Patologia Clínica.
Ocupou o cargo de presidente da Fiocruz de 1990 a 1992, quando criou o FioSaúde, um plano de saúde sob gestão da FioPrev - instituição de seguridade social da Fiocruz.
Hermann Schatzmayr também integrou vários comitês internacionais da Organização Mundial da Saúde (OMS), foi membro da Academia Brasileira de Medicina Veterinária e Academia Brasileira de Ciências, além de sócio-fundador e primeiro presidente da Sociedade Brasileira de Virologia.
Schatzmayr era chefe do Departamento de Virologia do IOC quando o vírus da dengue foi isolado pela primeira vez no Brasil, em 1986, na época o do vírus tipo 1.
Em 1990, também sob coordenação do pesquisador, foi isolado o vírus do tipo 2 e, em 2001, o do tipo 3.
Em 2009, lançou o livro A virologia no estado do Rio de Janeiro - uma visão global, em parceria com o pesquisador Maulori Cabral, da Universidade Federal do Rio de Janeiro, disponibilizado gratuitamente na internet e formado por uma perspectiva global e histórica da virologia no estado.
Foi editor do periódico Virus Reviews & Research da Sociedade Brasileira de Virologia, além de membro do corpo editorial dos periódicos Vaccine (Londres) e Memórias do Instituto Oswaldo Cruz.
Como professor, trabalhou de 1967 a 1977 no Departamento de Ciências Biológicas da Fiocruz em linhas de pesquisa relacionadas ao enterovírus e hepatite B; e como livre-docente em virologia na Universidade Federal Fluminense.

### Participação em comitês
Participou como integrante:
- Comissão Nacional de Hepatites Virais - Ministério da Saúde[5]
- Comitê Nacional de Imunizações - Ministério da Saúde[5]
- Comitê de Diarreias Virais da OMS - Genebra[5]
- Comitê de Hepatites Virais da OMS - Genebra[5]
- Comitê de Orthopoxvirus da OMS - Genebra[5]
- Grupo Gestor do Programa Iniciativa para Vacinas Infantis da OMS - Genebra[5]
- Comissão Nacional de Cólera[5]
- Comitê de Pesquisas sobre o vírus da Varíola, OMS - Genebra[5]
- Comitê de Enterovírus do Ministério da Saúde (Brasília)[5]
- Comitê Técnico do Centro de Pesquisas de Porto Velho (Ipepatro)[5]

## Morte
O virologista faleceu com 74 anos com falência de múltiplos órgãos. Deixou um casal de filhos - um engenheiro residente na Alemanha e uma bióloga; quatro netas e um neto.